# Xinxing, Yunfu
Xinxing, även romaniserat Sunhing, är ett härad i Yunfus stad på prefekturnivå i provinsen Guangdong i sydöstra Kina.
Xinxing är indelat i tolv köpingar (zhen) .
- Chegang (车岗镇)
- Dajiang (大江镇)
- Dongcheng (东成镇)
- Hetou (河头镇)
- Lezhu (簕竹镇)
- Lidong (里洞镇)
- Liuzu (六祖镇)
- Rencun (稔村镇)
- Shuitai (水台镇)
- Taiping (太平镇)
- Tiantang (天堂镇)
- Xincheng (新城镇)